# Hilton Santos
Hilton Gonçalves dos Santos (Manaus, 1889 - Rio de Janeiro, 1982) foi um dirigente esportivo brasileiro, tendo sido Diretor de esportes do Atlético Rio Negro Clube entre 1927 e 1929, quando renunciou ao cargo  por ter que se mudar para o Rio de Janeiro-RJ, onde veio a ser presidente do Clube de Regatas do Flamengo em 1946 e no biênio 1958-59.
Ele foi o idealizador do Edifício Hilton Santos, que durante muitos anos foi sede do clube carioca.